# 3309 Brorfelde
Brorfelde (asteroide 3309) é um asteroide da cintura principal, membro da família Hungaria. Foi descoberto em 28 de Janeiro de 1982 por Kåre Jensen, Karl Augustesen. Possui 6 km de diâmetro, e orbita o Sol a uma distância de 1,7205315 UA em 894,92 dias (2,45 anos).
Em 2005 foi relatado que observações de curva de luz indicam a possibilidade de um satélite orbitando Brorfelde. Em 2006 foi confirmado no Observatório Palmer Divide que 3309 Brorfelde é um asteroide binário.